# Mario Elie
Mario Antoine Elie (ur. 26 listopada 1963 w Nowym Jorku) – amerykański koszykarz, występujący na pozycjach rzucającego obrońcy lub niskiego skrzydłowego, trzykrotny mistrz NBA, po zakończeniu kariery zawodniczej trener koszykarski.
26 czerwca 2015 roku został asystentem trenera w klubie Orlando Magic.

## Osiągnięcia

### NBA
- 3-krotny mistrz NBA (1994, 1995, 1999)[1]
- Lider play-off w skuteczności rzutów:
  - z gry (1992)[3]
  - wolnych (2000)[4]

### Inne drużynowe
- Mistrz:
  - USBL (1987)
  - WBL (1990)
  - Portugalii (1988)
- Zdobywca: 
  - pucharu:
    - Portugalii (1989)
    - Irlandii (1987)

  - Superpucharu Portugalii (1988)

### Inne indywidualne
- MVP ligi irlandzkiej (1987)
- Zaliczony do I składu:
  - All-WBL (1990)
  - All-CBA (1991)
- Wybrany do Galerii Sław Koszykówki Nowego Jorku (2007)